# إيجاد المسار الصوتي
إيجاد المسار الصوتي هو ممارسة استخدام النظام السمعي لتوجيه المرء واجتياز الحيز المادي. ويُستخدم هذا النظام عادة من قِبل ضعاف البصر للسماح لهم بالحفاظ على حركتهم دون الاعتماد على الإشارات البصرية من بيئتهم.

## الطريقة
ينطوي إيجاد المسار الصوتي على استخدام الإشارات السمعية لإنشاء خريطة ذهنية للبيئة المحيطة. وهذا يمكن أن يشمل عددًا من التقنيات: التنقل بواسطة الأصوات الصادرة من البيئة الطبيعية، مثل إشارات عبور المشاة؛ أو تحديد الموقع عن طريق الصدى، أو إنشاء موجات صوتية (عن طريق النقر بالعصا أو عمل أصوات طقطقة) لتحديد موقع وحجم الأجسام المحيطة؛ وحفظ الأصوات المميزة في فضاء معين عن ظهر قلب للتعرف عليها مرة أخرى في وقت لاحق. بالنسبة لضعاف البصر، تصبح هذه الإشارات السمعية البديل الرئيسي للحصول على المعلومات البصرية حول اتجاه ومسافة الأشخاص والأشياء في البيئة.

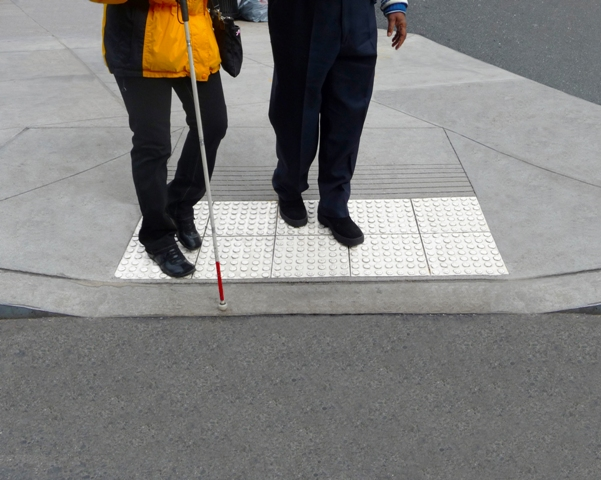
شخص يعاني من ضعف البصر يستخدم عكازًا للتنقل في أحد شوارع المدينة

ومع ذلك، فهناك عدد من العقبات الشائعة أمام تطبيق تقنيات إيجاد المسار الصوتي: يمكن أن تمثل البيئات الضوضائية في الأماكن المفتوحة تحديًا أمام قدرة الفرد على تحديد الأصوات المفيدة، بينما في الأماكن المغلقة فإن المعماريات قد لا توفر الاستجابة الصوتية التي تكون مفيدة للتوجيه والوصول إلى الوجهة. ومن بين البيئات الأكثر صعوبة للتنقل بالنسبة للأفراد الذين يعتمدون على تقنية إيجاد المسار الصوتي هي الأماكن المزدحمة مثل المتاجر ومحطات النقل وردهات الفنادق أو الأماكن المفتوحة مثل مواقف السيارات والحدائق العامة حيث لا توجد إشارات صوتية مميزة. وهذا يعني، عمليًا، أن الأفراد الذين ينتقلون بشكل أساسي عن طريق تقنية إيجاد المسار الصوتي يجب أن يعتمدوا على عدد من الحواس الأخرى - بما في ذلك اللمس والشم والقدرة البصرية المتبقية - لتكملة الإشارات السمعية. ويمكن استخدام هذه الطرق المختلفة معًا. على سبيل المثال، غالبًا ما يستخدم الأفراد ضعاف البصر عكازًا أبيض، ليس فقط لتحديد موقع العقبات الموجودة أمامهم ماديًا، ولكن أيضًا للإحساس سمعيًا بماهية هذه العقبات. ومن خلال النقر بالعكاز، فإنهم أيضًا يصدرون موجات صوتية يمكن أن تساعدهم في قياس موقع وحجم الأجسام القريبة.

## الأهمية في الهندسة المعمارية
بدأ المهندسون المعماريون ومهندسو الصوت مؤخرًا في معالجة المشكلات التي يواجهها الأشخاص الذين يعتمدون بشكل رئيسي على تقنية إيجاد المسار الصوتي للتنقل في الأماكن الحضرية. والمهمة الرئيسية للآثار المعمارية لتقنية إيجاد المسار الصوتي يأتي من التعاون بين كريستوفر داوني، مهندس معماري أصبح كفيفًا في عام 2008 وعمل منذ ذلك الحين على تحسين التصميم المعماري لضعاف البصر، وجوشوا كوشنر، الذي يقود عملية الاستشارات الصوتية لشركة التصميمات الهندسية آروب في سان فرانسيسكو. وينصب تركيزهما على كيفية تخطيط تسهيلات جديدة لضمان أنظمة يمكنها استشعار علامات الصوت والأماكن المعمارية التي تتيح التوجيه من خلال الإشارات الصوتية. وفي 20 سبتمبر 2011، نظم فرع المعهد الأمريكي للمهندسين المعماريين في مدينة سان فرانسيسكو مناقشة حول إيجاد المسار الصوتي وجولة سير، بقيادة كريس داوني وجوشوا كوشنر. وكان الغرض من الجولة هو تسليط الضوء على الطرق التي يقوم الأشخاص ضعاف البصر من خلالها بربط الأصوات بمبانٍ ومواقع معنية، على نحو يخلق «علامات صوتية» تساعدهم على إيجاد طريقهم في الشارع أو الأماكن المغلقة ولمناقشة تطبيق مزيد من العلامات الصوتية المميزة في مشروعات التصميم الحضري.